# Hammer and Bolter
Hammer and Bolter este un serial streaming de animație bazat pe jocurile video Warhammer 40,000 și Warhammer: Age of Sigmar⁠(d). 15 episoade au fost difuzate din august 2021 exclusiv pe site-ul de streaming Warhammer+ al Games Workshop.

## Prezentare generală
Hammer și Bolter este un serial de antologie, primele 8 episoade fiind regizate de Dylan Shipley. Fiecare episod, de 30 de minute, s-a concentrat pe o anumită facțiune din universul Games Workshop⁠(d) Warhammer 40.000, cum ar fi Guarda Imperială, Chaos Space Marines, Orkk, Necroni sau Tyranid. Unele episoade ulterioare s-au concentrat asupra facțiunilor din jocul Age of Sigmar de la Games Workshop, cum ar fi Orruks, Cities of Sigmar, Slaves to Darkness, Witch Hunters, Skaven, Soulblight Vampires sau Stormcast Eternals.
Stilul de animație amintește de anime-ul japonez din anii 1980.

## Episoade
| Episod | Titlu                               | Note |
| ------ | ----------------------------------- | --- |
| 1      | Deaths Hand (Mâna morții)           | Un Inchizitor⁠(d) imperial încearcă să păcălească soarta și să prevină asasinarea lui care a fost prezisă. |
| 2      | Bound For Greatness                 | Un călugăr din Biblioteca Imperială este tentat de zeul haosului Tzeentch să citească din cărțile interzise pe care trebuie să le numere în fiecare zi.                                                                                              |
| 3      | Old Bale Eye                        | Un veteran ork le spune celor doi războinici ork mai tineri despre întâlnirea sa cu comisarul Yarrick. |
| 4      | Fangs                               | Trei noi recruți pentru Lupii Spațiului⁠(d) se pregătesc pentru ritul de trecere⁠(d), în timp ce bătrânii pun pariuri care va supraviețui, trecând la următoarele încercări de a deveni pușcaș spațial⁠(d).                                             |
| 5      | A Question of Faith                 | Două călugărițe din ordinul Surorile Bătăliei apără mormântul unui sfânt mort de mult de cultiștii Khorne. |
| 6      | Garden of Ghosts                    | Un vrăjitor Eldar cutreieră rămășițele devastate ale copilăriei sale de pe planeta Craftworld dupăn pietrele spirituale ale războinicilor căzuți pentru a anima dronele de luptă.                                                                    |
| 7      | Kill Protocol                       | Un preot tehnologic și robotul ei kastelan caută anticul Arheotech pe o planetă distrusă. |
| 8      | Cadia Stands                        | Gărzile imperiale apără o planetă de invazia tyranidă. |
| 9      | Artefacts                           | Pușcașii marini spațiali din Legiunea Neagră Haosul și membrii ai rasei Dark Eldar se întrec pentru a fi primii care dobândesc un puternic artefact Necron.                                                                                          |
| 10     | Plague Song (Cântecul ciumei)       | Gărzile Morții din Legiunea Neagră Haosul încearcă să infecteze dimensiunea Webway a Imperiului Omului cu ciumă. |
| 11     | Double or Nothing (Dublu sau nimic) | Orruk-ii amenință un oraș sigmar⁠(d)i. |
| 12     | Monsters                            | Sus, pe culmile lui Attramor, un trib de războinici călare Darkoath se confruntă zilnic cu lupta pentru supraviețuire. Jorvak Brand, căpetenia tribului, are ambiții de a aduce un viitor mai bun poporului său, dar osânda lor este peste o noapte. |
| 13     | A New Life                          | O familie caută să iasă în siguranță dintr-un oraș stup⁠(d) imperial asediat cu noul lor copil, dar acesta are un secret întunecat. But not all is what it seems as the family's true colors is brought to light in a shocking twist.                 |
| 14     | Undercity                           | Oamenii dispar pe străzile din Hammerhal Aqsha. Vânătorul de vrăjitoare Hanniver Toll și colegul său reticent, fostul căpitan al Ghildei Libere, Armand Callis, pot afla ce se întâmplă? Și ce vor descoperi în canalizare...                        |
| 15     | Eternal                             | Când un legionar capturat al Copiilor Împăratului este interogat de către Exorciștii Codexului, vanitosul Lucius Eternul își propune să-l aducă la tăcere înainte de a dezvălui secretele Legiunii a 3-a.                                            |

## Recenzii
Criticii au fost în general favorabili seriei datorită calității animației, dialogului și fidelității sale față de materialul sursă.
Episodul 3, Old Bale Eye, a primit laude deosebit de mari datorită prezenței personajului favorit al fanilor, Commisar Yarrick.